# Třetí bitva o horu Hermon
Třetí bitva o horu Hermon (krycím názvem Operace Dessert, hebr. מבצע קינוח) je název pro druhý izraelský pokus o vojenské obsazení strategické hory Hermon, kterou Syřané obsadili na začátku Jomkipurské války. Jednotky IOS zahájily svůj postup 21. října 1973 ze dvou směrů. Po těžkých bojích se jim 22. října podařilo vytlačit syrské jednotky a horu Hermon obsadit.

## Plánování
Strategicky umístěnou horu Hermon ležící na syrsko-izraelské hranici v Golanských výšinách, kterou Izrael využíval jako pozorovací stanici, se Sýrii podařilo 6. října obsadit náhlým útokem svých speciálních jednotek. Stalo se tak během první bitvy o horu Hermon. IOS se 7. října pokusily během druhé bitvy o horu Hermon získat zpět, ale byly syrskými obránci zastaveni a se ztrátami se musely stáhnout zpět.
Poté, co se IOS podařilo stabilizovat golanskou frontu a po přechodu do protiútoku tlačit syrské jednotky zpět za Purpurovou linii vydal 20. října gen. Jicchak Chofi rozkaz k dobytí hory Hermon. Útok měl být veden ze dvou směrů. Jednotky brigády Golani měly postupovat směrem od úpatí Hermonu vzhůru a to z jihozápadu (z izraelské strany). Dva prapory výsadkářů měly být ze severovýchodu (ze syrské strany) vysazeny na vrcholu hory s úkolem vrchol obsadit a postupovat směrem dolů a obsazovat syrská postavení. Konečným cílem mělo být dobytí celé hory Hermon včetně jeho "syrské" části.

## Sestava bojujících jednotek
Obranu hory Hermon tvořily syrské jednotky ze sestavy Speciálních sil a jednotky parašutistů. Znovudobytím hory Hermon byly pověřeny brigáda Golani a 31. paradesantní brigáda.

## Průběh bitvy

### Útok ze syrské strany

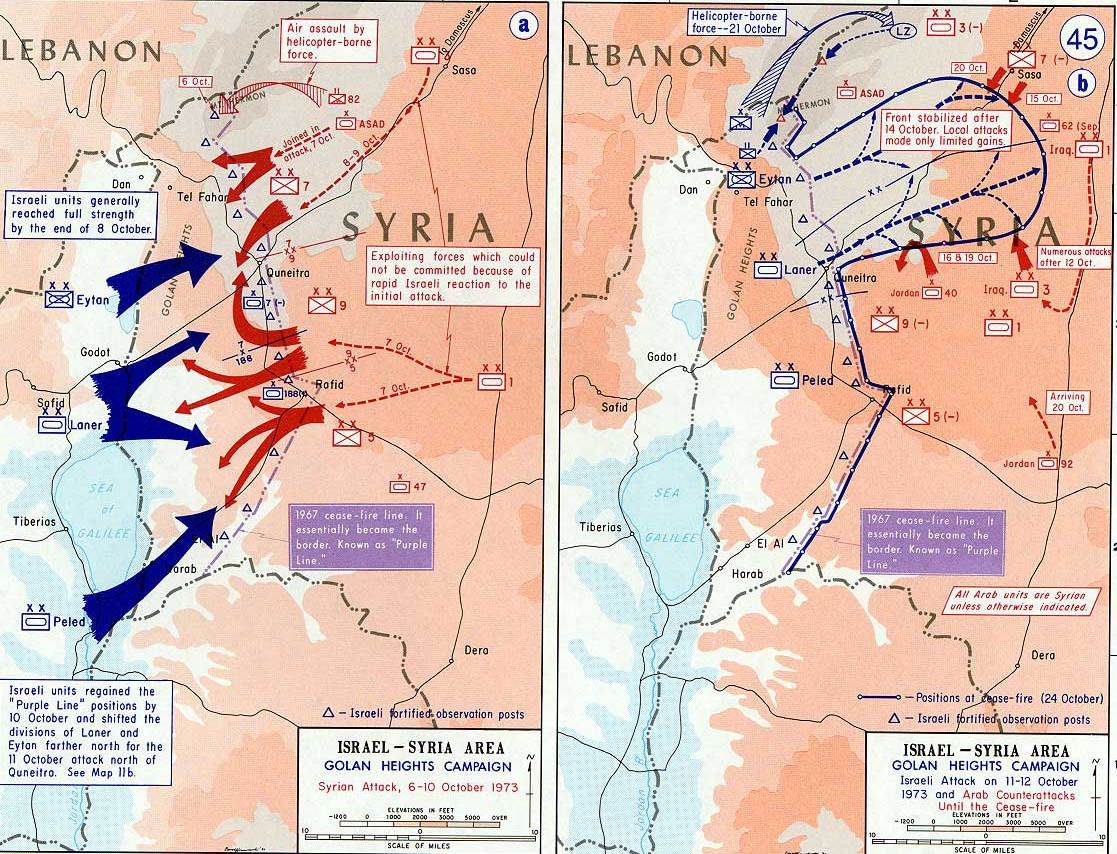
Průběh Třetí bitvy o horu Hermon

Ve 14 hodin 21. října pod dělostřeleckou palebnou clonou byli na vrcholu Hermonu vysazeni izraelští výsadkáři. Vrtulníky je kyvadlově dopravovaly přes libanonský vzdušný prostor. Prapor pod velením pplk. Hezi začal zabezpečovat přistávací plochu a čistit prostor kolem. Obsazení syrských postavení dostal za úkol prapor pplk. Elišiho.
Okamžitě po vysazení a zabezpečení místa přistání začali izraelští výsadkáři postupovat po hřebeni Hermonu, přičemž se dostali pod palbu syrského dělostřelectva. Syrské vrtulníky, které se pokusily zaútočit na postupující výsadkáře byly zničeny izraelskou dělostřeleckou palbou. Do bojů se zapojilo i syrské letectvo, které bylo ale následně napadeno izraelskými letadly. Ta 7 syrských MiGů sestřelila. Poté, co se setmělo, zaútočili izraelští výsadkáři na syrské obranné postavení s krycím názvem Serpentina. To se jim následně podařilo obsadit poté, co obránci z řad syrských zvláštních jednotek ustoupili. Další obranné postavení se Izraelcům podařilo obsadit bez boje, jednalo se totiž o syrské velitelské postavení, které bylo přímo zasaženo izraelskou dělostřeleckou palbou a celé jeho osazenstvo bylo mrtvé. Praporu pplk. Eliše se podařilo mezitím obsadit hlavní syrské obranné postavení, které Syřané již před tím opustili. Ve 3 hodiny ráno 22. října byl celý vrchol hory Hermon v izraelských rukách.

### Útok z izraelské strany
Jednotky brigády Golany mezitím postupovaly vzhůru a postupně ničily syrská obranná postavení. Útok byl veden po třech cestách, po dvou postupovaly pěší jednotky, po třetí polopásová vozidla s tanky. Během svého postupu se izraelské jednotky ocitly v palbě syrských jednotek. Ty byly na střet připraveny a izraelský postup monitorovaly. Syrští výsadkáři o síle praporu vybavení pěchotními zbraněmi včetně protitankových střel a noktovizorů byli ukryti za skalisky a kameny, odkud vedli na postupující izraelské vojáky účinnou palbu. Pro zrychlení postupu přepravilo izraelské velení na bojiště další dvě roty brigády Golani. Zároveň byl izraelským výsadkářům na vrcholu hory Hermon vydán rozkaz útočit směrem dolů. Přes těžké ztráty se Izraelcům podařilo i bez podpory výsadkářů ničit syrská obranná postavení. Kolem 11 hodiny dopoledne 22. října byl syrský odpor definitivně zlomen a hora Hermon se znovu ocitla v izraelských rukách.

## Ztráty
Izraelské ztráty během bitvy dosáhly 52 padlých (51 příslušníků brigády Golani a 1 výsadkář) a 100 zraněných. Přesné syrské ztráty nejsou známy, v technice ztratila Sýrie 3 vrtulníky a 7 stíhaček MiG.

## Po bitvě
Hora Hermon zůstala po obsazení v izraelském držení, později byla v rámci dohod předána zpět Sýrii. Izrael si ponechal pod kontrolou 70 km² na jižním svahu hory.